# Французький франк
Францу́зький фра́нк (фр. franc français [fʁɑ̃ fʁɑ̃sɛ]) — колишня валюта Франції та її більшості заморських володінь. Використовувалася також в двох інших європейських країнах: Андоррі та Монако. Була запроваджена в 1795 році після Французької революції на заміну лівра і вилучена з обігу в 2002 у зв'язку з впровадженням Євро.
Літерний код валюти: FRF, скорочене позначення: F або FF (інколи також Fr). Поділялася на 100 сантимів (фр. centime), існувала також одиниця децим (фр. decime) яка була рівна 1⁄10 франка або 10 сантимам. В обігу перебували монети номіналом 1, 5, 10, 20 сантимів і ½, 1, 2, 5, 10, 20 франків та банкноти в 20, 50, 100, 200 і 500 франків. Центральний банк — Банк Франції.
До запровадження Євро, французький франк був п'ятою за популярністю резервною валютою у світі.

## Назва
Існують різні погляди з приводу появи назви грошової одиниці «франк»: по одній з версій, назва походить від лат. francorum rex — «Король франків»; по іншій версії, назва походить від фр. franc, що перекладається як «вільний» чи «справжній», «автентичний», «щирий».

## Історія
Попередником франка є лівр (фр. livre, від лат. libra — фунт), введений Карлом Великим у 781 році. Він дорівнював одному фунту (одиниця маси) срібла і, подібно до англо-саксонського фунта, поділявся на 20 су, а кожне су на 12 деньє. Тобто один лівр поділявся на 240 деньє. Карбування лівра було припинене за часів Французької революції.
У 1795 році, під час правління Директорії, була запроваджена десяткова грошова система числення, основу якої становив франк, що поділявся на 10 децим, які в свою чергу поділялися на 10 сантимів, тобто один франк складався зі 100 сантимів. Один сантим дорівнював 4,5 грамам чистого срібла, що було трохи менше 1⁄100 лівра (4,505 грам). У 1796 був встановлений курс в 1,0125 ліври (1 лівр і 3 деньє) за один франк. Старі монети вилучалися, а їх власникам видавалися паперові облігації, які підтверджували вартість вилучених цінностей. Пізніше ці облігації були оголошені законними платіжними засобами. Вилучені монети йшли на фінансування воєнних дій під час Революції.

Наполеон, монета 5 франків.

У 1800 році був створений Банк Франції, державна установа з приватною радою керівників, якій був доручений випуск національної валюти. У 1803 році була встановлена вартість франка відносно золота на рівні 290,034 міліграма чистого золота за один франк. З того часу було встановлене чітке співвідношення вартості золота до срібла (біметалізм) на рівні 1 до 15,5. Тоді ж було розпочате карбування золотої монети «наполеондор» номіналом 20 франків.

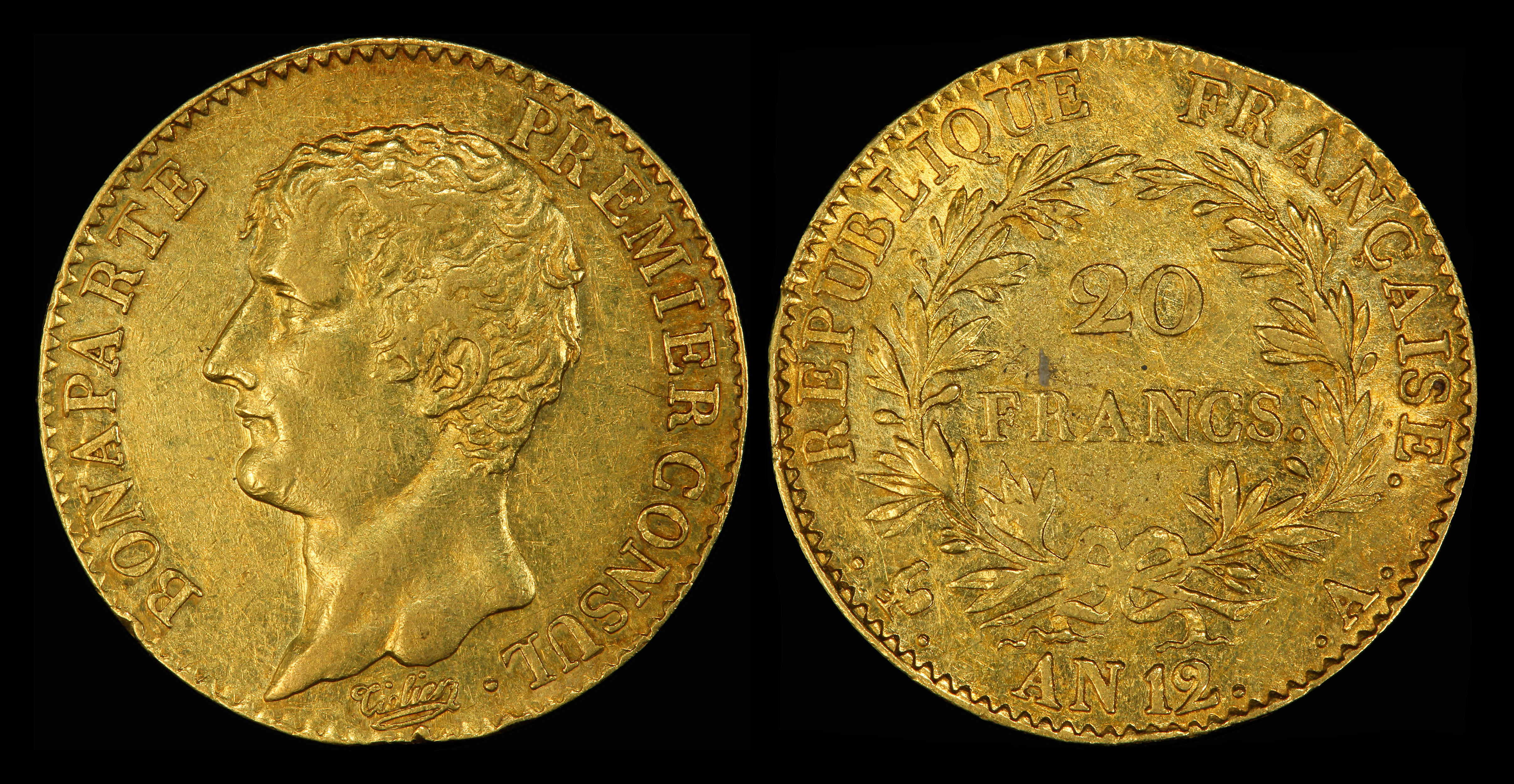
Золота монета «Наполеондор» номіналом 20 франків (1803 рік).

Здешевлення срібла в другій половині XIX століття чинило тиск на систему біметалізму. З метою збереження співвідношення золота до срібла, у 1865 році Францією, разом з Бельгією, Швейцарією та Італією, був заснований Латинський монетний союз. За умовами союзу, усі країни-члени зобов'язувалися дотримуватися жорсткого співвідношення обміну золота на срібло на рівні 1 до 15,5. Пізніше до союзу долучилися й інші країни. Однак ці домовленості лише на деякий час сповільнили знецінення срібних монет відносно їх фактичного номіналу, на ринку співвідношення золота до срібла досягало рівня 1 до 20. Зрештою у 1878 усі країни перейшли на монометалізм, з прив'язкою лише до золота (золотий стандарт).
З початком Першої світової війни Франція припинила дію золотого стандарту, тоді фактично розпався Латинський монетний союз (офіційно він був розпущений тільки в 1927 році). Війна серйозно підірвала міцність франка: витрати на війну, інфляцію та післявоєнну реконструкцію частково фінансувалися шляхом друку більшої кількості грошей, що зменшило купівельну спроможність франка на 70 % між 1915 і 1920 роками та ще на 43 % між 1922 і 1926 роками. У 1928–1936 роках була відновлена дія золотого стандарту. Під час нацистської окупації Франції в 1940–1944 рр французький франк був прив'язаний до райхсмарки на рівні 20 франків за 1 райхсмарку.
Після Другої світової війни Франція неодноразово девальвувала свою валюту в межах Бреттон-Вудської системи. У 1945 був встановлений курс в 480 франків за 1 британський фунт стерлінгів (119,1 за 1 долар США), у 1949 — 980 франків за 1 фунт (350 за долар). У 1957 та 1958 роках було проведено нові етапи девальвації — до 1382,3 франків за 1 фунт (493,7 за 1 долар), 1 франк став бути рівний 1,8 міліграму чистого золота.
У січні 1960 року французький франк було деноміновано у 100 разів: старі 100 франків обмінювалися на 1 «новий франк».  Щоб відрізнити від колишніх франків, з 1960 по 1963 рік випускалися банкноти з написом «нові франки» (nouveau franc), після чого в обіг знову вийшли банкноти з написом «франки». Деномінований франк продовжував знецінюватися внаслідок інфляції: з 1950 по 1960 рік рівень цін в країні зріс на 72 % (в середньому 5,7 % на рік), з 1960 по 1970 рік ще на 51 % (4,2%). Перед падінням Бреттон-Вудської системи у 1971 році і переходу на плаваючий курс у серпні 1969 франк був девальвований ще на 11 %.
У березні 1979 року французький франк було приєднано до Європейського механізму регулювання валютних курсів (ERM), відтоді він коливався на не більше 2,25 % відносно центральної європейської грошової одиниці ЕКЮ.
31 грудня 1998 року був зафіксований курс обміну французького франка на Євро на рівні 6,55957 франків за одне євро. Впровадження монет та банкнот євро почалося з 1 січня 2002 року, франк ще був законним платіжним засобом до 17 лютого цього ж року, опісля його можна було обміняти лише в Центральному банку країни.

## Монети

### Часів Віші й післявоєнного періоду (1940—1959)
|                      | 1 Франк     |                             |                             |
| Художник:            | Художник:   | Монетний двір: Банк Франції | Монетний двір: Банк Франції |
| Номінал: 1 Франк     | Метал:      | Тираж:                      | Якість:                     |
| Випущена: 1944       | Діаметр:    | Вага:                       | Ринкова ціна:               |
|                      | 2 Франки    |                             |                             |
| Художник:            | Художник:   | Монетний двір: Банк Франції | Монетний двір: Банк Франції |
| Номінал: 2 Франки    | Метал:      | Тираж:                      | Якість:                     |
| Випущена: 1943       | Діаметр:    | Вага:                       | Ринкова ціна:               |
|                      | 2 Франки    |                             |                             |
| Художник:            | Художник:   | Монетний двір: Банк Франції | Монетний двір: Банк Франції |
| Номінал: 2 Франки    | Метал:      | Тираж:                      | Якість:                     |
| Випущена: 1948       | Діаметр:    | Вага:                       | Ринкова ціна:               |
|                      | 5 Франків   |                             |                             |
| Художник:            | Художник:   | Монетний двір: Банк Франції | Монетний двір: Банк Франції |
| Номінал: 5 Франків   | Метал:      | Тираж:                      | Якість:                     |
| Випущена: 1949       | Діаметр:    | Вага:                       | Ринкова ціна:               |
|                      | 10 Франків  |                             |                             |
| Художник:            | Художник:   | Монетний двір: Банк Франції | Монетний двір: Банк Франції |
| Номінал: 10 Франків  | Метал:      | Тираж:                      | Якість:                     |
| Випущена: 1954       | Діаметр:    | Вага:                       | Ринкова ціна:               |
|                      | 100 Франків |                             |                             |
| Художник:            | Художник:   | Монетний двір: Банк Франції | Монетний двір: Банк Франції |
| Номінал: 100 Франків | Метал:      | Тираж:                      | Якість:                     |
| Випущена: 1955       | Діаметр:    | Вага:                       | Ринкова ціна:               |

### «Новий франк» (1961—2001)
| Фото                          | Номінал   | Гурт | Діаметр (мм) | Вага (гр.)         | Метал                        | Гравер    | Роки випуску |
| ----------------------------- | --------- | ---- | ------------ | ------------------ | ---------------------------- | --------- | ------------ |
|                               |           |      |              |                    |                              |           |              |
| Один сантим «колосок»         | гладкий   | 15   | 1,65         | сталь              | A.G.M.M.                     | 1961-2001 |              |
| П'ять сантимів «колосок»      | гладкий   | 19   | 3,4          | сталь              | A.G.M.M.                     | 1961-1964 |              |
| П'ять сантимів «Маріанна»     | гладкий   | 17   | 2            | 92 % al 6 % Ni 2 % | Анрі Лагріффул Адрієн Дідонн | 1966-2001 |              |
| Десять сантимів «Маріанна»    | гладкий   | 20   | 3            | 92 % al 6 % Ni 2 % | Анрі Лагріффул Адрієн Дідонн | 1962-2001 |              |
| Двадцять сантимів «Маріанна»  | гладкий   | 23,5 | 4            | 92 % al 6 % Ni 2 % | Анрі Лагріффул Адрієн Дідонн | 1962-2001 |              |
| П'ятдесят сантимів «Маріанна» | гладкий   | 25   | 7            | 92 % al 6 % Ni 2 % | Анрі Лагріффул Адрієн Дідонн | 1962-1964 |              |
| Пів франка «Сіяльниця»        | рубчастий | 19,5 | 4,5          | нікель             | A.G.M.M. Оскар Роті          | 1965-2001 |              |

| 1988 |  | Один франк Шарль де Голль     |
| 1989 |  | Один франк Двадцять генералів |
| 1992 |  | Один франк Республіка         |
| 1995 |  | Один франк Інститут Франції   |
| 1996 |  | Один франк Жак Рюф            |

| 1993 |  | Два франки Жан Мулен              |
| 1995 |  | Два франки Луї Пастер             |
| 1997 |  | Два франки Жорж Гайнемер          |
| 1998 |  | Два франки Декларація Прав Людини |

| 1989 |  | П'ять франків Ейфелева Вежа                |
| 1992 |  | П'ять франків Мендес Франсе                |
| 1994 |  | П'ять франків Вольтер                      |
| 1995 |  | П'ять франків 50 років ООН                 |
| 1996 |  | П'ять франків Геркулес Дюпре               |
| 2000 |  | П'ять франків (Паризький статер)           |
| 2000 |  | П'ять франків (Деньє Карла Великого)       |
| 2000 |  | П'ять франків (Золотий екю Сен-Луї)        |
| 2000 |  | П'ять франків (Франк шевальє Жана Ле Бона) |
| 2000 |  | П'ять франків (Срібний франк Генріха III)  |
| 2000 |  | П'ять франків (Луїдор Луї XIII)            |
| 2000 |  | П'ять франків (Свобода Дюпре)              |
| 2000 |  | П'ять франків (Маріанна Шаплена)           |
| 2000 |  | П'ять франків (Маріанна Лагріффула)        |

| 1982 |  | Десять франків Леон Гамбетта      |
| 1983 |  | Десять франків Монгольфьє         |
| 1983 |  | Десять франків Стендаль           |
| 1984 |  | Десять франків Франсуа Рюд        |
| 1985 |  | Десять франків Віктор Гюго        |
| 1986 |  | Десять франків Робер Шуман        |
| 1987 |  | Десять франків Тисячоліття Капета |
| 1988 |  | Десять франків Ролан Гаррос       |
| 1989 |  | Десять франків Монтеск'є          |

| 1993 |  | Двадцять франків Середземноморські ігри |
| 1994 |  | Двадцять франків П'єр Кубертен          |

| 1984 |  | Сто франків Марія Кюрі        |
| 1985 |  | Сто франків Еміль Золя        |
| 1986 |  | Сто франків Статуя Свободи    |
| 1987 |  | Сто франків Лафайєтт          |
| 1988 |  | Сто франків Рівність          |
| 1989 |  | Сто франків Права людини      |
| 1990 |  | Сто франків Карл Великий      |
| 1991 |  | Сто франків Декарт            |
| 1992 |  | Сто франків Жан Монне         |
| 1993 |  | Сто франків Свобода           |
| 1994 |  | Сто франків Визволення Парижу |
| 1995 |  | Сто франків 8 травня 1945     |
| 1996 |  | Сто франків Кловіс            |
| 1997 |  | Сто франків Мальро            |

## Банкноти

### Банкноти 1870—1943 років
| Аверс | Реверс | Номінал (франків) | Розміри (мм) | Аверс                                                             | Реверс                                                       | Роки випуску |
| ----- | ------ | ----------------- | ------------ | ----------------------------------------------------------------- | ------------------------------------------------------------ | ------------ |
|       |        | 50                | 170 x 123    | 50 — Cinquante Francs (фр.) — — напис — Banque de France          | 50 — Cinquante Francs (фр.) — — напис — Banque de France     | 1927—1934    |
|       |        | 1000              | 235 x 130    | 1000 — Mille Francs (фр.) — — напис — Banque de France            | 1000 — Mille Cents Francs (фр.) — — напис — Banque de France | 1927—1940    |
|       |        | 50                | 155 x 90     | 50 — Cinquante Francs (фр.) — — напис — Banque de France          | 50 — Cinquante Francs (фр.) — — напис — Banque de France     | 1934—1940    |
|       |        | 300               | 138 x 88     | 300 — Trois Cents Francs (фр.) — — напис — Banque de France       | 300 — Trois Cents Francs (фр.) — — напис — Banque de France  | 1938—1939    |
|       |        | 5000              | 240 x 125    | 5000 — Cinq Mille Francs (фр.) — — напис — Banque de France       | 5000 — Cinq Mille Francs (фр.) — — напис — Banque de France  | 1934—1944    |
|       |        | 20                | 160 x 97     | 20 — Vingt Francs (фр.) — — напис — Banque de France              | 20 — Vingt Francs (фр.) — — напис — Banque de France         | 1939—1942    |
|       |        | 100               | 170 x 90     | 100 — Cent Francs (фр.) — — напис — Banque de France              | 100 — Cent Francs (фр.) — — напис — Banque de France         | 1939—1942    |
|       |        | 500               | 195 x 115    | 500 — Cinq Cents Francs (фр.) — — напис — Banque de France        | 500 — Cinq Cents Francs (фр.) — — напис — Banque de France   | 1940—1944    |
|       |        | 1000              | 195 x 118    | 1000 — Mille Francs (фр.) — — напис — Banque de France            | 1000 — Mille Francs (фр.) — — напис — Banque de France       | 1940—1944    |
|       |        | 5                 | 100 x 62     | 5 — Cinq Francs (фр.) — — напис — Banque de France                | 5 — Cinq Francs (фр.) — — напис — Banque de France           | 1943—1947    |
|       |        | 10                | 118 x 75     | 10 — Dix Francs (фр.) — — напис — Banque de France                | 10 — Dix Francs (фр.) — — напис — Banque de France           | 1941—1949    |
|       |        | 20                | 130 x 80     | 20 — Vingt Francs (фр.) — — напис — Banque de France              | 20 — Vingt Francs (фр.) — — напис — Banque de France         | 1942—1950    |
|       |        | 50                | 145 x 90     | 50 — Cinquante Francs (фр.) — Жак Кьор — напис — Banque de France | 50 — Cinquante Francs (фр.) — — напис — Banque de France     | 1940—1942    |
|       |        | 100               | 160 x 92     | 100 — Cent Francs (фр.) — — напис — Banque de France              | 100 — Cent Francs (фр.) — — напис — Banque de France         | 1942—1944    |
|       |        | 1000              | 190 x 115    | 1000 — Mille Francs (фр.) — — напис — Banque de France            | 1000 — Mille Francs (фр.) — — напис — Banque de France       | 1942—1944    |

### Серія банкнот 1945—1957
| Аверс | Реверс | Номінал (франків) | Розміри (мм) | Аверс                                                                                | Реверс                                                      | Роки випуску |
| ----- | ------ | ----------------- | ------------ | ------------------------------------------------------------------------------------ | ----------------------------------------------------------- | ------------ |
|       |        | 50                | 120 x 78     | 50 — Cinquante Francs (фр.) — Урбен Левер'є — напис — Banque de France               | 50 — Cinquante Francs (фр.) — — напис — Banque de France    | 1946—1951    |
|       |        | 100               | 130 x 85     | 100 — Cent francs (фр.) — — напис — Banque de France                                 | 100 — Cent francs (фр.) — — напис — Banque de France        | 1945—1954    |
|       |        | 500               | 141 x 92     | 500 — Cinq Cents Francs (фр.) — Франсуа-Рене де Шатобріан — напис — Banque de France | 500 — Cinq Cents Francs (фр.) — — напис — Banque de France  | 1945—1953    |
|       |        | 1000              | 172 x 95     | 1000 — Mille Francs (фр.) — — напис — Banque de France                               | 1000 — Mille Francs (фр.) — — напис — Banque de France      | 1945—1950    |
|       |        | 5000              | 170 x 110    | 5000 — Cinq Mille Francs (фр.) — — напис — Banque de France                          | 5000 — Cinq Mille Francs (фр.) — — напис — Banque de France | 1949—1957    |
|       |        | 10000             | 221 x 120    | 10000 — Dix Mille Francs (фр.) — — напис — Banque de France                          | 10000 — Dix Mille Francs (фр.) — — напис — Banque de France | 1945—1956    |

### Серія банкнот «відомі вчені і діячі культури» 1953—1959
| Аверс | Реверс | Номінал (франків) | Розміри (мм) | Аверс                                                                           | Реверс                                                                          | Роки випуску |
| ----- | ------ | ----------------- | ------------ | ------------------------------------------------------------------------------- | ------------------------------------------------------------------------------- | ------------ |
|       |        | 500               | 142 x 75     | 500 — Cinq Cents Francs (фр.) — Віктор Гюго — напис — Banque de France          | 500 — Cinq Cents Francs (фр.) — Віктор Гюго — напис — Banque de France          | 1954—1959    |
|       |        | 1000              | 150 x 80     | 1000 — Mille Francs (фр.) — Кардинал Рішельє — напис — Banque de France         | 1000 — Mille Francs (фр.) — Кардинал Рішельє — напис — Banque de France         | 1953—1957    |
|       |        | 5000              | 160 x 85     | 5000 — Cinq Mille Francs (фр.) — Генріх IV — напис — Banque de France           | 5000 — Cinq Mille Francs (фр.) — Генріх IV — напис — Banque de France           | 1957—1959    |
|       |        | 10000             | 172 x 92     | 10000 — Dix Mille Francs (фр.) — Наполеон I Бонапарт — напис — Banque de France | 10000 — Dix Mille Francs (фр.) — Наполеон I Бонапарт — напис — Banque de France | 1955—1958    |

### Серія банкнот «відомі вчені і діячі культури» («Нові франки») 1959—1966
Серія банкнот випущена в результаті грошової реформи 1958 року.
| Аверс | Реверс | Номінал (франків) | Розміри (мм) | Аверс                                                                    | Реверс                                                                   | Роки випуску |
| ----- | ------ | ----------------- | ------------ | ------------------------------------------------------------------------ | ------------------------------------------------------------------------ | ------------ |
|       |        | 5                 | 142 x 75     | 5 — Cinq francs (фр.) — Віктор Гюго — напис — Banque de France           | 5 — Cinq francs (фр.) — Віктор Гюго — напис — Banque de France           | 1959—1965    |
|       |        | 10                | 150 x 80     | 10 — Dix francs (фр.) — Кардинал Рішельє — напис — Banque de France      | 10 — Dix francs (фр.) — Кардинал Рішельє — напис — Banque de France      | 1959—1964    |
|       |        | 50                | 160 x 85     | 50 — Cinquante francs (фр.) — Генріх IV — напис — Banque de France       | 50 — Cinquante francs (фр.) — Генріх IV — напис — Banque de France       | 1959—1961    |
|       |        | 100               | 172 x 92     | 100 — Cent Francs (фр.) — Наполеон I Бонапарт — напис — Banque de France | 100 — Cent Francs (фр.) — Наполеон I Бонапарт — напис — Banque de France | 1959—1964    |
|       |        | 500               | 182 x 97     | 500 — Cinq Cents Francs (фр.) — Мольєр — напис — Banque de France        | 500 — Cinq Cents Francs (фр.) — Мольєр — напис — Banque de France        | 1959—1966    |

### Серія банкнот «відомі вчені і діячі культури» 1962—1979
| Аверс | Реверс | Номінал (франків) | Розміри (мм) | Аверс                                                              | Реверс                                                             | Роки випуску |
| ----- | ------ | ----------------- | ------------ | ------------------------------------------------------------------ | ------------------------------------------------------------------ | ------------ |
|       |        | 5                 | 140 x 75     | 5 — Cinq francs (фр.) — Луї Пастер — напис — Banque de France      | 5 — Cinq francs (фр.) — Луї Пастер — напис — Banque de France      | 1966—1970    |
|       |        | 10                | 150 x 80     | 10 — Dix francs (фр.) — Вольтер — напис — Banque de France         | 10 — Dix francs (фр.) — Вольтер — напис — Banque de France         | 1963—1973    |
|       |        | 50                | 160 x 85     | 50 — Cinquante francs (фр.) — Жан Расін — напис — Banque de France | 50 — Cinquante francs (фр.) — Жан Расін — напис — Banque de France | 1962—1976    |
|       |        | 100               | 172 x 92     | 100 — Cent Francs (фр.) — П'єр Корнель — напис — Banque de France  | 100 — Cent Francs (фр.) — П'єр Корнель — напис — Banque de France  | 1964—1979    |

### Серія банкнот «відомі вчені і діячі культури» 1968—1995
| Аверс | Реверс | Номінал (франків) | Розміри (мм) | Аверс                                                                          | Реверс                                                                         | Роки випуску |
| ----- | ------ | ----------------- | ------------ | ------------------------------------------------------------------------------ | ------------------------------------------------------------------------------ | ------------ |
|       |        | 10                | 140 x 76     | 10 — Dix francs (фр.) — Гектор Берліоз — напис — Banque de France              | 10 — Dix francs (фр.) — Гектор Берліоз — напис — Banque de France              | 1972—1980    |
|       |        | 20                | 140 x 70     | 20 — Vingt francs (фр.) — Клод Дебюссі — напис — Banque de France              | 20 — Vingt francs (фр.) — Клод Дебюссі — напис — Banque de France              | 1980—1997    |
|       |        | 50                | 150 x 80     | 50 — Cinquante Francs (фр.) — Моріс Кантен де Латур — напис — Banque de France | 50 — Cinquante Francs (фр.) — Моріс Кантен де Латур — напис — Banque de France | 1976—1992    |
|       |        | 100               | 160 x 85     | 100 — Cent Francs (фр.) — Ежен Делакруа — напис — Banque de France             | 100 — Cent Francs (фр.) — Ежен Делакруа — напис — Banque de France             | 1978—1995    |
|       |        | 200               | 172 x 92     | 200 — Deux Cents Francs (фр.) — Шарль Луї де Монтеск'є — Banque de France      | 200 — Deux Cents Francs (фр.) — Шарль Луї де Монтеск'є — Banque de France      | 1981—1994    |
|       |        | 500               | 180 x 97     | 500 — Cinq Cents Francs (фр.) — Блез Паскаль — Banque de France                | 500 — Cinq Cents Francs (фр.) — Блез Паскаль — Banque de France                | 1968—1994    |

### Серія банкнот «відомі вчені і діячі культури» 1994—2000
| Аверс | Реверс | Номінал (франків) | Розміри (мм) | Аверс                                                                            | Реверс                                                            | Роки випуску |
| ----- | ------ | ----------------- | ------------ | -------------------------------------------------------------------------------- | ----------------------------------------------------------------- | ------------ |
|       |        | 50                | 123 x 80     | 50 — Cinquante Francs (фр.) — Антуан де Сент-Екзюпері — напис — Banque de France | 50 — Cinquante Francs (фр.) — Аероплан — напис — Banque de France | 1992—1999    |
|       |        | 100               | 133 x 80     | 100 — Cent Francs (фр.) — Поль Сезанн — Banque de France                         | 100 — Cent Francs (фр.) — напис — Banque de France                | 1997—1998    |
|       |        | 200               | 143 x 80     | 200 — Deux Cents Francs (фр.) — Гюстав Ейфель — Banque de France                 | 200 — Deux Cents Francs (фр.) — Ейфелева вежа — Banque de France  | 1995—1999    |
|       |        | 500               | 153 x 80     | 500 — Cinq Cents Francs (фр.) — Марія Кюрі і П'єр Кюрі — Banque de France        | 500 — Cinq Cents Francs (фр.) — інструменти — Banque de France    | 1994—2000    |

## Французький франк як світова резервна валюта
До запровадження Євро, французький франк був п'ятою за популярністю резервною валютою у світі (після долара США, німецької марки, японської єни та британського фунта стерлінгів). На нього, станом на кінець 1998 року, припадало 1,62% світових валютних резервів (в той же час на долар 69,28%, на марку 13,79%, на єну 6,24%, на фунт 2,66%).
До французького франка були прив'язані обмінні курси Франка Монако і Французького тихоокеанського франка (валюта трьох тихоокеанських заморських володінь Франції, єдиних які не використовували валюту метрополії) а також валют деяких колишніх колоній Франції: Коморського франка та Франка КФА. Сьогодні ці валюти були або замінені (Монако) або перейшли на прив'язку до Євро.

Розподіл за валютами світових валютних резервів (з 1996 року).

## Валютний курс
З 1960 року (коли була проведена деномінація) і до кінця 1998 року (коли був зафіксований курс відносно євро), французький франк мав порівняно «м'який» валютний курс по відношенню до інших головних валют у світі та валют країн-сусідів Франції. За цей період він зміцнів відносно італійської ліри на 57%, іспанської песети на 52% та британського фунта на 32%, водночас ослаб відносно долара США на 15%, бельгійського франка на 65%, німецької марки на 185%, швейцарського франка на 260% та японської єни на 263%.